# アメリカンクラッカー

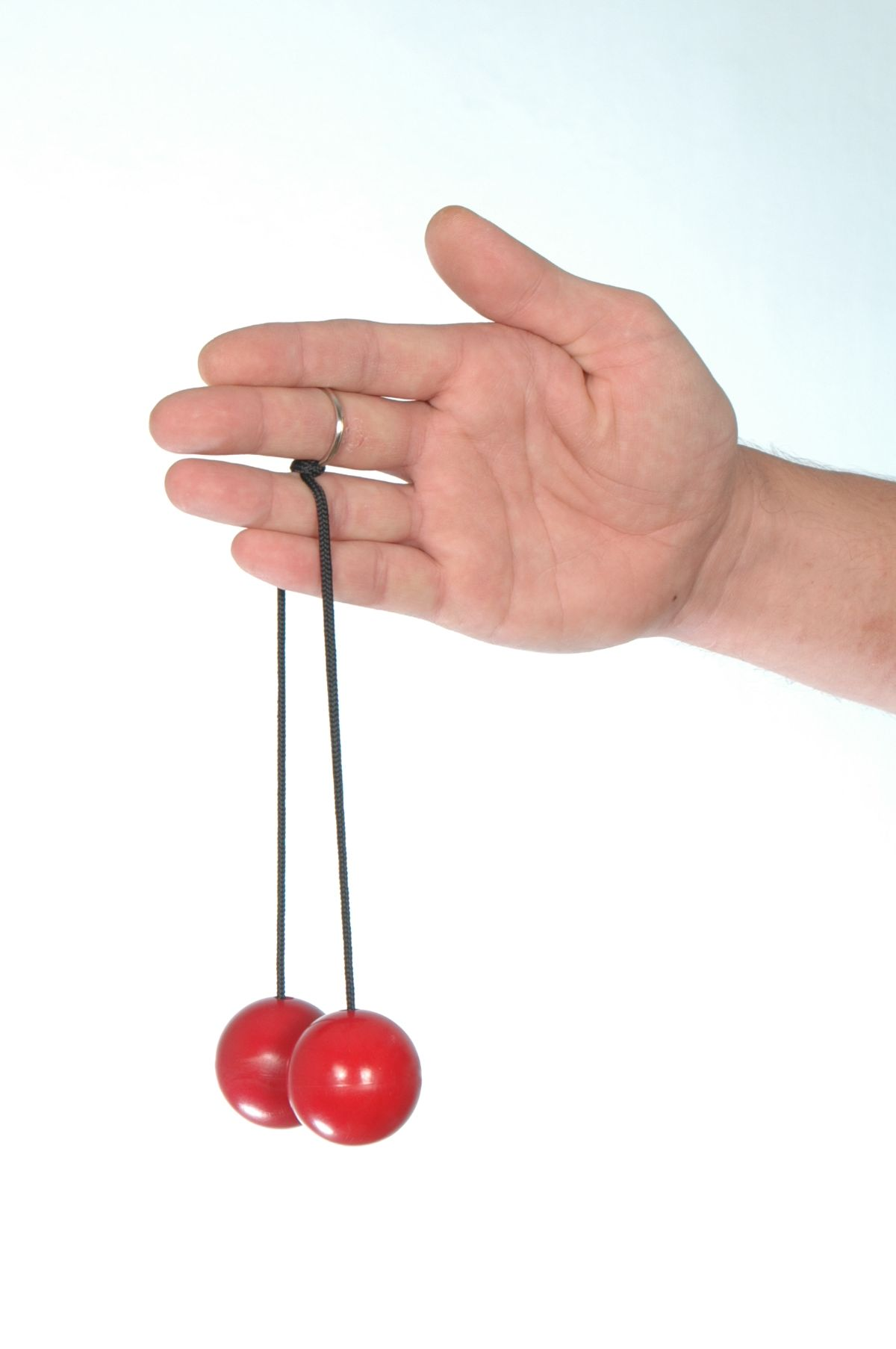
Clackers

アメリカンクラッカーは玩具の一種。「カチカチボール」とも呼ばれた。

## 概要
アメリカ発祥とされる紐の先にボールが2個付いており、ぶつけて音を鳴らす玩具。名称はクラッカーと同じく、音が由来となっている。
2017年には日本のメガハウスから進化形おもちゃとされる「バンバンクラッカー」が発売された。

## 構造と遊び方
長さ20cm程度の紐の先に直径3～4cm程の硬質プラスチック製のボールが2個付いている。
遊び方は紐の中心にあるリングを中指と薬指でつまみ、上下に動かすことでボールどうしがぶつかりあい、ボールが「カチカチ」と音を立てるというものである。指の動かし方にコツがあり、初心者では連続して音を立て続けることが難しい。上級者はボールを上下で合わせて綺麗な輪と連続音を作ることができる。

## 日本でのブーム
日本においては1971年3月上旬、アサヒ玩具が「アメリカで大流行のおもちゃ」として発売したのがきっかけでヒット商品となった。しかし「遊戯中にボールが外れ、怪我をした」「音がうるさい」などのクレームが相次ぎ、わずか1ヶ月でブームは下火となった。
現在でもパルボックスなどから発売されている。

## 画像

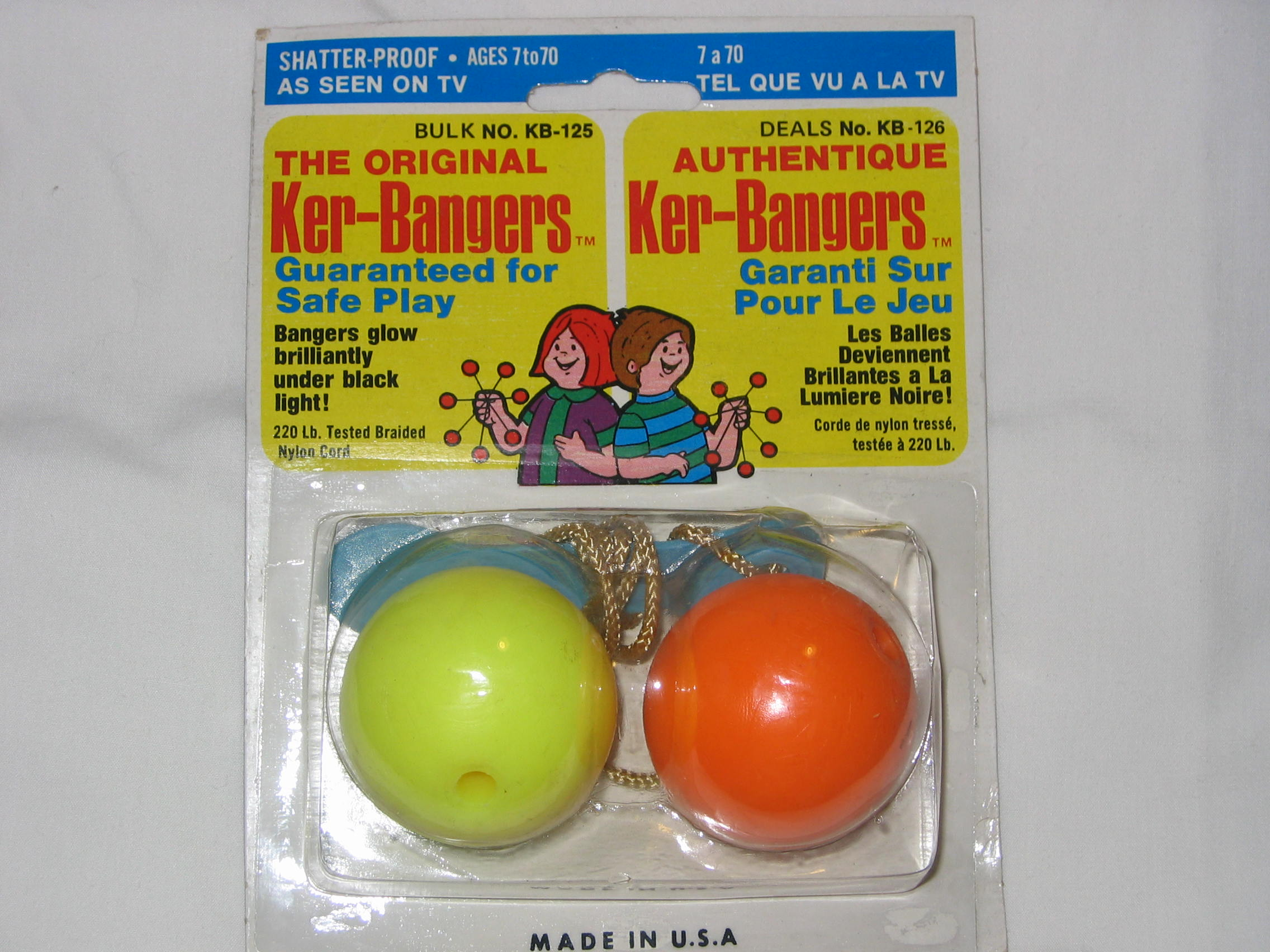